# フェアホフ牧場
フェアホフ牧場（ドイツ語: Stiftung Gestüt Fährhof）は、ドイツ（旧西ドイツ）・ニーダーザクセン州ソットラムにある競走馬（サラブレッド）の生産、種牡馬及び功労馬の繋養などを行う財団の牧場である。馬主として競走馬の所有も行っている。
フェールホフ牧場と表記される場合もある。

## 主な生産馬
- Acatenango / アカテナンゴ（1985年ドイチェスダービーなどG1競走7勝）
- Lirung / リールンク（1986年ジャック・ル・マロワ賞）
- Silvano / シルヴァノ（2001年クイーンエリザベス2世カップ、アーリントンミリオン）
- Sabiango / サビアンゴ（2001年アラルポカルなどG1競走3勝）
- Paita　/ パイタ（2004年クリテリウムドサンクルー）
- Quijano / キジャーノ（2007年バーデン大賞、ミラノ大賞）

## 主な所有馬
- Silvano / シルヴァノ（成績は上記参照）
- Sabiango / サビアンゴ（成績は上記参照）
- Quijano / キジャーノ（成績は上記参照）

## 主な繋養馬
種牡馬
- Alson (2022年 - )

## 過去の繋養馬
種牡馬及び功労馬
- Surumu / ズルムー（1978年 - 2000年死亡）
- Acatenango / アカテナンゴ （1988年 - 2004年引退 - 2005年死亡）
- Lateral / ラテラル（2009年 - ）
- Silvano / シルヴァノ（2002年 - ）
- Königstiger / ケーニヒスティーガー（2006年 - ）
- Tiger Hill / タイガーヒル（? - 2012年）
- Campanologist
- Sabiango / サビアンゴ（? - ）
- Maxios
- Pastorius
- Hamond